# Granemålako

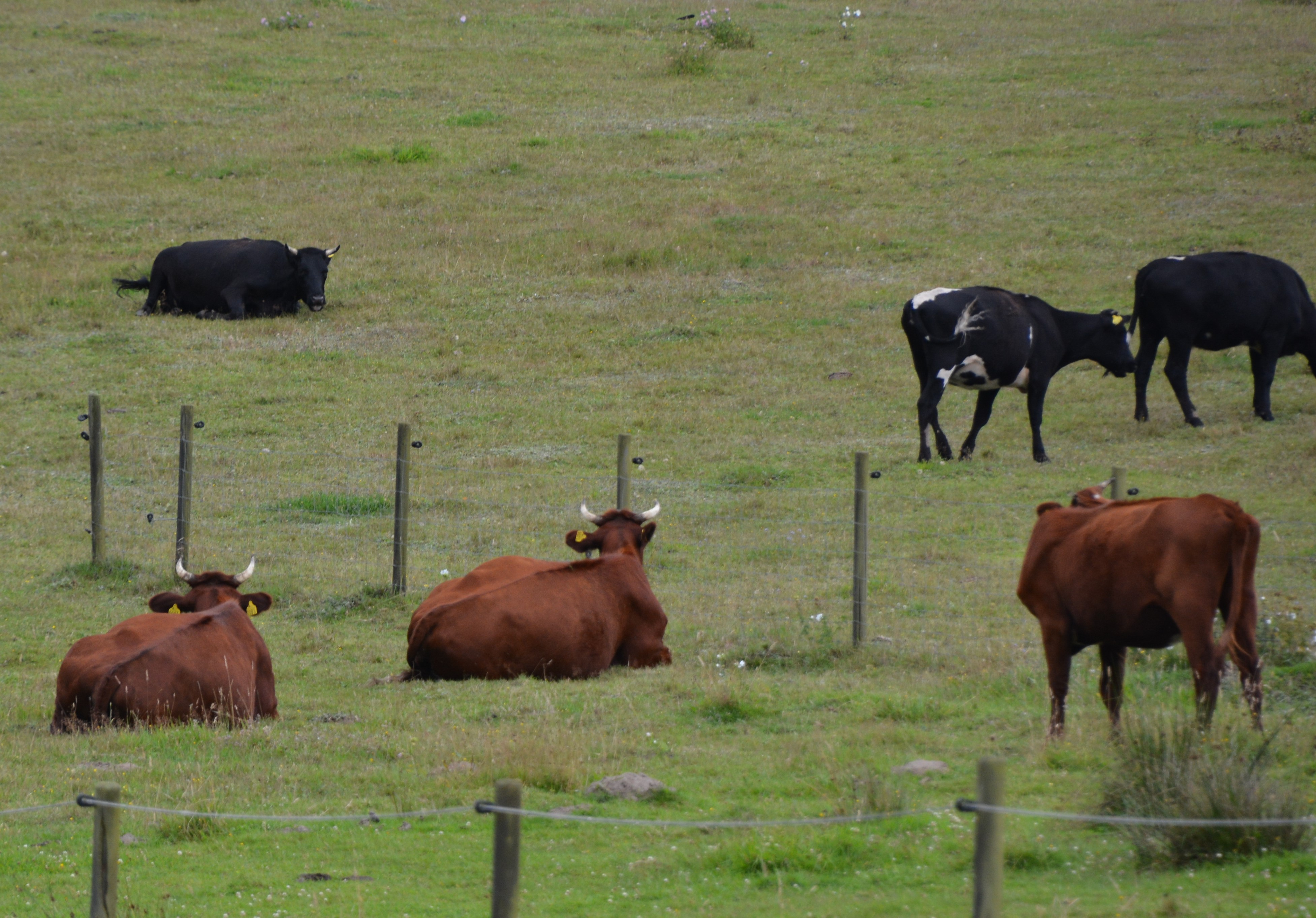
Granemålakor och Ringamålakor på Kulturens Östarp

Granemålako är en hotad linje av lantrasen Ringamålako. Granemålakon återupptäcktes i Granemåla i Augerums socken i norra Blekinge 2004. Populationen av djur spårades tillbaka på samma gård i mer än 100 år. De djur som återupptäcktes var svarta, men andra färger har förekommit.
När Granemålakon hittades, fanns det endast kvar tre hondjur från den flock som var nästan 20 djur några år innan. År 2016 fanns tio hondjur av rasen.  Arbetet med rasens fortlevnad startade direkt med att försöka få korna dräktiga, eftersom kor saknar förmågan till jungfrufödsel användes en tjur från den mycket närliggande rögnarödskon. 
Rasen är akut utrotningshotad och antalet djur är under 50 st.
År 2016 fanns tio hondjur av rasen. Exemplar av granemålakor finns bland annat på Kulturens Östarp i Skåne och Stilleryds naturreservat i Blekinge.